# Anna Stothardová
Anna Stothardová (* 1983 Londýn, Spojené království) je britská spisovatelka, scenáristka a publicistka.

## Dílo
První román, Isabel and Rocco napsala už ve svých 19 letech a hned zaznamenala velmi kladné ohlasy. Druhý román s názvem Růžový hotel byl v roce 2012 zařazen do výběru na prestižní britskou cenu pro ženské autorky Orange Prize for Fiction.

### Romány
- Isabel and Rocco (2004)
- Růžový hotel (The Pink Hotel (2011), česky 2012, překlad Štěpán Hnyk)